# Warcraft III: Reign of Chaos
A Warcraft III: Reign of Chaos (rövidítve War3, WC3 vagy RoC) egy valós idejű stratégiai videójáték, amit 2002. július 3
-án adott ki a Blizzard Entertainment. A videójáték a Warcraft: Orcs & Humans második folytatása, a harmadik a Warcraft-sorozatban, és az első, amely teljes egészében háromdimenziós környezetben játszódik. 2003-ban egy kiegészítő jelent meg hozzá: a Warcraft III: The Frozen Throne. Története pár évvel a Warcraft II eseményei után játszódik, melyben a Lángoló Légió hadai az élőhalottak felhasználásával akarják meghódítani Azeroth földjét, melyek seregét a bukott paladin, Arthas Menethil vezeti. Az élőhalottakkal szemben az Emberek Szövetsége, az orkok törzsszövetsége és az éjelfek veszik fel a harcot, hogy megóvják a Világ Fáját.
Hasonlóan más körökre osztott stratégiákhoz, ebben a játékban is nyersanyagokat kell gyűjteni, melyek felhasználásával épületeket építhetünk, amelyek egységeket gyártanak, s különféle küldetések teljesítésével le kell győznünk az ellenségeket. A négy játszható oldal közül az emberek és az orkok a korábbi játékokban is elérhetők voltak, az élőhalottak és az éjelfek újonnan jelentek meg. Az egyjátékos mód egy-egy oldalt követ végig kampányokon keresztül. Helyi hálózaton és a Battle.net-en keresztül a játékosok egymás ellen is játszhatnak.
A Warcraft II 1996-os megjelenése után a Blizzard először egy kalandjátékot tervezett kiadni (ez volt a Warcraft Adventures), amely továbbvitte volna a történetet. 1998-ban aztán a fejlesztését leállították, helyette a Warcraft III-at kezdték el készíteni. Először 1999-ben mutatták be, de az ekkor prezentált játék és a végső kiadás között igen jelentős különbségek lettek, ahogy a fejlesztés iránya is másfelé vette az utat.
A játék kritikai és közönségsiker lett, a valós idejű stratégiák egyik mérföldkövének tartják. Majdnem ötmillió példányt adtak el belőle világszerte. 2020-ban megjelent a játék grafikailag felfrissített és modernizált változata, a Warcraft III Reforged.

## Kampány
A sorozat korábbi részeihez hasonlóan a kampány most is minden faj számára külön-külön érhető el, beállítható nehézségi szint mellett. Először a prológus (prologue) kampány indítható el, amely gyakorlómissziókat is tartalmaz, majd utána következik az ember, az élőhalott, az ork és végül az éj elf kampány. A kampányok alatt elérhető missziók (mission) száma 7 és 9 között változik, de mindegyik tartalmaz a játék saját grafikájából készült átvezető filmbetéteket (cutscene) illetve jó minőségű nyitó és lezáró mozifilmet.

### Prológus kampány
|  | Alább a cselekmény részletei következnek! |

Az ifjú ork Thrall egy félelmetes vízióból ébred fel, amelyen keresztül egy halottnak hitt embermágus, Medivh üzent neki. Kérte, hogy ork népével hagyják el Eastern Kingdoms ("Keleti Királyságok") területét, és hajózzanak nyugat felé, az ismeretlen Kalimdor felé, ahol majd beteljesíthetik a nekik szánt sorsot. Thrall megfogadja a próféta tanácsát, és kiszabadítja a Second War ("Második háború") elvesztése óta gyűjtőtáborokban élő orkokat, akik hálájuk jeléül hadvezérüknek fogadják őt. Később sikerül elkötniük egy hajóflottát, és elhajózniuk dél felé. Útjuk során megállnak a Maelstorm ("Örvény") körüli szigetek egyikén, ahol barátságot kötnek az ott letelepedett Darkspear ("Sötét lándzsa") trollokkal. A helyi trollok vezetője, Sen'jin Thrall segítségét kéri, hogy megmentse az ellenséges murloc-ok fogságba került törzstagjait, köztük fiát, Vol'jin-t. Az ork hadvezér harcosaival kimenti a trollokat földalatti börtöneikből, ám a sziget vulkanikus tevékenysége menekülésre kényszeríti mindenkit, ezért Thrall újdonsült szövetségeseivel a kitörés előtt dél felé elhagyják azt.

### Ember kampány
Lordaeron fővárosában tanácskozást tartanak az emberkirályságok küldöttei II. Terenas Menethil, Lordaeron királyának társaságában. Az északi királyságban ugyanis egyre gyakrabban betegednek meg annak ártatlan lakói, a küldöttek többsége pedig meg van róla győződve, hogy emögött a Második háború vége óta rejtőzködő orkok lehetnek. Terenas unottan hallgatja őket, amikor egy holló repül a trónja elé, és egy varázslat keretében gyorsan emberré is változik. A varázsló Medivh-ként mutatkozik be, és sietve hozzáfog próféciájának elmesélésébe. Figyelmezteti az egybegyűlteket, hogy az emberiséget végzetes veszély fenyegeti, ezért délre kell menniük, ahol majd beteljesíthetik sorsukat. Az egyik küldött hamar őrséget hívat rá, ám Terenas kérdőre vonja a számára idegen embert, és csak azután fogatja el katonáival. Medivh ezután halkan megjegyzi, hogy egyszer már elvesztette az emberiséget, most pedig nem fogja, majd kijelenti, hogy a figyelmeztetés elhangzott, annak megfogadása már az emberek kezébe van. Terenas egyetlen fiát, a trónörökös Arthas herceget küldi egy embervárosba a legendás paplovag, "Fényhordozó" Uther (Uther the Lightbringer) kíséretében, hogy egyszer és mindenkorra felszámolják az ork fenyegetést. Sikerül ugyan kiszabadítaniuk az orkok fogságából pár helyi lakost, ám egy másik városba rájönnek, hogy ezért nem az orkok, hanem egy fanatikus szekta, a Cult of the Damned a felelős. Ezt a kultuszt egy élőhalottá vált embermágus, Kel'Thuzad vezeti, és a "megátkozott" gabonával fertőzi meg a lakosságot, akik belehalva a "betegségbe", hamar tudatlan élőhalottként támadnak fel. Arthas ugyan megöli Kel'Thuzad-ot, de minden igyekezete ellenére egyre több emberi település fertőződik meg, és amikor egy nagyváros, Stratholme körül is felfedezi a mérgezett élelmet, a herceg őrült tervet eszel ki; az élőhalott Járvány (Plague) megfékezését azzal akarja elérni, hogy megöli a fertőzésgyanús városok összes lakóját. Uther és a korábban hozzájuk csatlakozott Jaina Proudmoore azonnal megtagadják a herceg önkényes parancsát és elhagyják őt. Arthas ezért kénytelen hűséges katonáival maga véghezvinni ezt a kegyetlenséget. Lemészárolja a fertőzés alá került város összes lakóját, legyen az átkozott zombi vagy ártatlan polgár, majd felfedezi a kultusz felett valóban parancsoló démont, Mal'Ganis-t. A félelemúr ("dreadlord") a város legbelső kerületében bujkált, amikor Arthas rátalál, ám nem sikerül végzetes csapást mérni rá, és elmondja neki, hogy hajózzon el északra, Northrend fagyvilágába, ha be akarja végezni sorsát. Arthas megfogadja, hogy a világ végére is üldözni fogja őt bűntetteiért, ezért hamar flottát szervez és elhajóz Northrend-re. Partot érve azonban hamarosan üzenetet kap, hogy apja visszaparancsolta őt Lordaeron-ba, ezért Arthas zsoldosokat felbérelve elpusztítja a flotta hajóit, hogy senki se tudjon hazatérni. Arthas hűséges kapitánya kitartóan állja Mal'Ganis seregének támadásait, miközben a herceg és társa, a törp Muradin Bronzebeard felfedeznek egy titokzatos barlangot. A barlangot ősi élőholtak őrzik, akiket csak kemény küzdelem árán sikerül elpusztítani, hogy bejussanak oda. A barlangban megtalálnak egy erőteljes rúnakardot, a Frostmourne-t ("Fagysikoly") amivel Arthas végre megölheti Mal'Ganist, ám Muradin a kardon lévő rúnaírásokat lefordítva figyelmezteti őt, hogy el van átkozva, forgatójának lelkét orozza el. A herceg mit sem törődik a veszéllyel, ha a karddal beteljesítheti bosszúját, ezért rögtön kiszabadítja jeges börtönéből, ezzel halálos sérülést okozva a törp harcosban. Amint kezébe vette a kardot, lelke azonnal kapcsolatba került annak valódi gazdájával, a Járványért felelős Lich King-gel ("Lich Király"). Az élőhalottak vezére rögtön az irányítása alá vonja Arthas amúgy is megbomlott elméjét, aki megöli ugyan Mal'Ganist, de azután végez a fagyvilágban megmaradt összes emberével is, majd a Lich Király sötét suttogásaival a fejében visszatért Lordaeron fővárosába. A főváros ünnepli a herceget, aki (látszólag) megmentette lakóit a biztos haláltól, de amint a trónterembe lép, Arthas élőhalottá vált kapitányaival lefegyverzik az őrséget, a herceg pedig fellép a trónra, ahol apját egyetlen karddöféssel megöli.

### Élőhalott kampány
Arthas új vezetőit követve befejezi Lordaeron királyságának elpusztítását, miközben mentorát, Uthert és a többi életben maradt paplovagot egyesével levadássza. Az áruló halállovag ("death knight") ezután Kel'Thuzad szellemével is felveszi a kapcsolatot, aki megkéri, hogy a Lordaeron északi felén elterülő nemes elf (high elf) királyságban, Quel'Thalas-ban található Napkút (Sunwell) mágiájával hozza vissza őt az anyagi világba. Arthas hamarosan hozzálát az elf birodalom lerohanásához, és csakhamar eléri annak mágikus védőkapuit. Az ostrom során találkozik a főváros, Silvermoon ("Ezüsthold") védelméért felelős íjászparancsnokkal, "Szélfutó" Sylvanas-szal (Sylvanas Windrunner). Bár az elf parancsnoknő megpróbálja megakadályozni, hogy az élőhalottak áttörjék a város védelmét, Arthas végül elfogja őt és megöli, majd lelkét saját akaratához láncolva lidérccé változtatja. Ezután szabad utat nyer a Napkút felé. A varázsforrás erejével feltámasztja a nekromantát, ám az megfertőződik az élőhalál mágiától, ezért hamarosan megsemmisül. Quel'Thalas ezután megszűnik létezni, az elf túlélők pedig erdeik mélyén bujkálva igyekeznek túlélni az élőhalottak megállíthatatlan tombolását. A halállovag ezután leszámol Lordaeron területén még megmarad orkokkal, miközben Kel'Thuzad elmondja neki, hogy a Lich Király nem más, mint Ner'zhul, egy ork boszorkánymester, aki a Második háborút elvesztve a démonok bosszújának áldozata lett. Testét elpusztították, lelkét pedig egy törhetetlen jégpáncélba zárták, amit aztán Azeroth fagyos kontinensének szívébe küldtek. A becsapódás után Ner'zhul rögtön hozzálátott a Burning Legion ("Lángoló Légió") szolgálatához, és a nekromanta segítségével elkezdte terjeszteni a Járványt, amivel agyatlan katonák ezreivel szolgálhatja a démonok harmadik invázióját. Kel'Thuzad azonban tudta, hogy Ner'zhul a közelében lévő félelemurak irányítása alatt áll, akik minden lépését jelentik a Légió urának, Sargeras-nak. Ezután Arthas és Kel'Thuzad Dalaran felé vették az irányt, hogy az emberi mágusvárosban őrzött hatalmas ereklye, Medivh könyve (Book of Medivh) segítségével megidézhessék a Légió egyik főparancsnokát, Archimonde-ot. A város különleges mágikus védelem alatt áll, amely megakadályozza, hogy élőhalottak csak úgy bejussanak oda, de a mágikus mezőt létrehozó energiaforrások elpusztításával már könnyen beveszik, és megszerzik a könyvet, majd visszatérnek a bázisra. A démonparancsnok megidézése sikerrel jár, Archimonde pedig Azerothra való (újbóli) lépésére rögtön el is pusztítja egész Dalarant, majd hozzálát az invázió kiteljesítésének.

### Ork kampány
Kalimdor partjait csak nagy nehezen érik el, a flotta több részre szakadva elveszíti egymással a kapcsolatot. Thrall az idegen és veszélyes földön rögtön összetűzésbe kerül a quillboar-okkal, ugyanakkor hamar új szövetségesekre is talál, amikor a minótaurosz-szerű tauren Cairne Bloodhoof a segítségét kéri a kentaurok támadása alatt álló törzsének megmentésében. Az orkok és trollok a taurenekkel közösen megvédik a törzset a kentaur támadásoktól, Cairne és törzse pedig csatlakozik a Hordához. Ezalatt Thrall harcostársa, Grom Hellscream és klánja, a "Csatadal" (Warsong) klán Kalimdor északi felébe vonul, ahol szembetalálkozik egy ismeretlen fajjal, az éj elfekkel. Az éj elfek ádázul védelmezik szent erdeiket bármely betolakodóval szemben, Grom ezért csak nagy nehezen tud tábort verni, miközben a faanyagért letarolja az elfek otthonát. Hamarosan azonban az éj elfek egyik félistenével, Cenarius-szal kerülnek szembe, akiben egyszerű fegyverekkel ne tudnak sérülést okozni, ezért Grom az erdő mélyén található elátkozott varázskút felé veszi az irányt. A kutat démoni szatírok őrzik, de velük még könnyen elbánnak, és bár a klánjában szolgáló egyik boszorkánydoktor figyelmezteti Grom-ot, hogy a víz démoni átok alatt áll, a klánvezér hezitálás nélkül iszik belőle. Később ork fajtársai is követik őt, de a trollok nem hajlandóak inni belőle, ezért elhagyják a klánt. Grom ezután már elég erős lesz ahhoz, hogy többedmagával legyőzze Cenarius-t, ám a félisten bukása után rögtön felfedi magát egy démon, Mannoroth. A veremúr (pitlord) elmondja, hogy az ő vére mocskolta be a mágikus forrást, és most, hogy Grom és klánja ismét ivott belőle, az ő szolgáivá váltak. Grom persze azt hiszi, hogy szabad akaratából cselekszik, de a démon biztosítja őt, hogy klánjával együtt újra a Légió bábja lett. Thrall eközben szintén a kontinens északi felé veszi az irányt, ahol végre személyesen is találkozik a korábbi víziójában látott személlyel, Medivh-el, aki arra kéri, hogy Lordaeron-ból elmenekült emberekkel szövetkezve mentsék meg Grom-ot a démonok markából. Thrall és az emberi túlélőket vezető Jaina nehezen ugyan, de beleegyeznek a szövetségbe, majd megtámadják az ork klánt. Hosszas küzdelem árán sikerül legyőzni, és elfogni Grom-ot, akit egy titokzatos elf rituálé keretében feloldoznak a vérátok hatása alól. Miután Grom visszanyerte szabad akaratát, Thrall-lal közösen az erdő megrontott szurdoka felé vették az irányt, ahol szembetalálkoztak Mannoroth-tal. A démon könnyen elhárította Thrall támadását, és a sziklafalnak lökte, azután pedig Grom felé fordult, akit azzal hitegetett, hogy átkozott vére továbbra is testébe lüktet, ezért nem fogja őt megtámadni. Ám Grom nem hallgatott rá, hanem csatakiáltást hallatva egyenesen a démon felé rohant és fejszéjével végzetes csapást mért rá. A démon testéből lángok törtek ki, amelyek halálosan megsebezték Gromot, aki ezután a földre esett. Thrall a közelébe vonszolta magát, és a haldokló Grom elmondta, hogy többé nem érzi a démoni vér erejét, Thrall pedig a nagy harcos utolsó pillanatában biztosította őt, hogy nemcsak magát, hanem az egész fajt felszabadította.

### Éj elf kampány
Az éj elf papnő Tyrande Whisperwind felderítői figyelmeztetik őt, hogy szeretett erdeikbe betolakodó idegenek, az emberek és az orkok szövetségben állnak egymással. Tyrande népét nagyon megviselte Cenarius halála, ezt pedig meg akartál bosszulni, de a helyi furbolg-ok segítséget kérnek tőlük, mert érzik, a démoni mágia egyre inkább felemészti a környéket. Az éj elfek és a furbolgok közös erővel legyőzik az ember-ork szövetség táborát, ám hamarosan megjelenik a Lángoló Légió és szolgája, az élőhalott Scourge ("Csapás"), akik mindenkit megtámadnak. Tyrande hamar ráeszmél, hogy most nem vehetik fel a harcot ősi ellenségeikkel, a démonokkal szemben, ezért visszavonulnak erdeik mélyére. Azonban nem bujkálhattak sokáig, Archimonde felfedezi őket, és elmondja a papnőnek, hogy a Légió harmadik inváziója ezúttal sikerrel fog járni, és felégeti ezt a világot. Tyrande még a rejteket nyújtó éjszaka alatt megszervez egy kisebb sereget, akik nappalra megtámadják a közeli élőhalott bázist, amely mögött rátalál parancsnokára, Shandris Feathermoon-ra. Tyrande elmondja, hogy a Légió visszatért és ezért azonnal fel kell ébreszteni az évezredek óta mély álomban lévő druidákat. A papnő Moonglade felé veszi az irányt, ahol megszerzi őrzőitől Cenarius kürtjét (Horn of Cenarius), majd annak erejével felébreszti álmából szerelmét, a druida Furion Stormrage-et. A druida hamar falényeket idéz a közeli élőhalottakkal szemben, majd párjával együtt igyekeznek felébreszteni a többi druidát is. Először a "Karom druidáit" (Druid of the Talon) keltik fel önkéntese álmukból, ám eközben kénytelenek elpusztítani a démoni rontástól megfertőződött erdőlakókat is. Ezután a "Mancs druidáit" (Druids of the Claw) keresik meg, miközben Tyrande még tovább megy, és a hegy mélyén fogságban tartott Illidan-t is ki akarja szabadítani, ám annak testvére, Furion ebben nem támogatja, ezért a papnő a hozzá hűséges harcosaival bemerészkedik a börtönbe. A börtönbe rengeteg ellenséges lénnyel kerülnek összetűzésbe, a druidák pedig medveformájuk miatt elvadultak, ezért Illidan kiszabadítása után csak Cenarius kürtjének hangjára nyugodnak meg, és nyeri vissza elf elméjüket, így csatlakozhatnak a Légió elleni háborúhoz. Furion egyáltalán nem örül annak, hogy testvére kiszabadult, ám Illidan ennek ellenére mégis felajánlja segítségét a démonokkal szemben, hiába is árulta el őket több ezer évvel ezelőtt. Ezután Illidan a hatalmas erdőség nyugati felé veszi az irányt, ahol szembetalálkozik Arthas-szal, aki egy rövid párbaj után elmondja, hogy Tichondrius felelős az erdők megfertőzéséért, aki egy nagy erejű ereklye, Gu'dan koponyájával (Skull of Gul'dan) mocskolja be azokat. Illidan rögtön megszervezi az egykori ork boszorkánymester ("warlock") maradványának megszerzését, az azt védelmező szatírok legyőzése után "felemészti" a koponyából áradó démoni mágiát, amelynek köszönhetően hatalmas erőre tesz szert. Az újonnan szerzett erejével a démonná vált Illidan már könnyen legyőzte Tichondrius-t, ám amikor újra találkozott testvérével, hogy beszámoljon a démoni rontás megszűnéséről, Furion száműzte őt az éj elfek földjéről. Furion a legutóbbi éjszaka egy különös álmot élt át, ahol egy nagy holló vezette őt oda, ahol éppen most Tyrandé-val közösen állnak. Hamarosan a semmiből megjelent Thrall, az új Ork Horda hadvezére, és Jaina, Lordaeron emberi túlélőinek vezetője, akik szintúgy ezt a látomást élték át. Furion ellenségesen fogadta őket, ám hamar megjelent a színen Medivh, és elmondta, hogy a sors akarta ezt. Medivh elmesélte, hogy évekkel korábban -az Első háború (First War) előtt- maga is a Légiót szolgálta, amikor átjárókat nyitott Draenor és Azeroth között, ahonnan elözönlötték a démoni átoktól megrontott orkok az emberi királyságokat, és felelősnek érzi magát azért, hogy visszatérve az élők közé, egyesítse a halandó fajokat azok ellen, akik minden életet el akarnak pusztítani. Medivh sikerrel egyesítette az embereket, az orkokat és az éj elfeket, hogy közösen megvédelmezzék az éj elfek szent világfáját, a Nordrassil-t. Furion ugyanis rájött, a Légió több ezer évvel az "Ősök háborúja" (War of the Ancients) után továbbra is kapcsolatba áll Hyjal-hegyének csúcsát álló óriásfa alatt elterülő mágikus forrással, amelyet az akkori háború során megfertőztek. Ezt a mágikus forrást akarják végre megszerezni, hogy annak erejével megállíthatatlanná válljanak. Tyrande, Thrall és Jaina bázisokat hoztak létre a hegy oldalán, hogy feltartsák a Légió és a Csapás egyesített támadóhullámait mindaddig, amíg elég erőt nem gyűjt össze Furion. Először az ork, utána az ember bázisa esik el, és bár a túlélőket biztonságban elteleportálják, Archimonde végül mégis eléri a fát védelmező éj elf kaput, ezzel felkészítve Furion csapdáját az aktiválásra. A Légió főparancsnoka megpróbálja elnyelni a Nordrassil erejét, amikor Furion megfújja Cenarius kürtjét, ezzel előhívva Kalimdor mélyén élő több ezer ősszellemet. A szellemek hamarosan körbefogják Archimonde testét, majd felrobbanásukkal rövid agóniát követően elpusztítják őt, felégetve a környező erdők nagy részét is. A szent fa szerencsére túlélte a robbanást, ám a továbbiakban már nem lesz képes biztosítani az éj elfek halhatatlanságát.
A Lángoló Légió és a Csapás döntő vereséget szenvedve meggyengült. Kalimdor nagy része azonban továbbra is a démoni rontás hatása alatt áll, Lordaeron pedig a Csapás markában maradt, ezzel lehetőséget adva a Lich Királynak a Légiótól való függetlenedésére.
|  | Itt a vége a cselekmény részletezésének! |

## Fejlesztése
A Warcraft II és kiegészítője sikerét látva a Blizzard folytatni akarta a sorozatot, méghozzá egy új stílusban, kalandjáték formájában, amely 1996-ban népszerű volt. Ez a játék lett volna a Warcraft Adventures, amely Thrall történetét követte volna fogságba esésétől kezdve addig, míg a saját klánját el nem kezdi vezetni. 1998-ban aztán különféle okokra hivatkozva törölték a majdnem kész játékot. Helyette elkezdték fejleszteni a Warcraft III-at, melybe beleszőtték Thrall történetét. 1999-ben a játékot mint stratégiai szerepjátékot (RPS) mutatták be. Eredetileg Warcraft Legends címen futott a játék terve, amelyben csak kevés egységet lehetett irányítani, harmadik személyű nézetből, és bázisépítés egyáltalán nem is lett volna benne – ezt a koncepciót hagyták fel körülbelül egy év után, mikor rájöttek, hogy nem működik. Az 1999-es bemutató idejére még nem dolgoztak át túl sok mindent ebből a koncepcióból, így a bemutatott változat nem rendelkezett például interfésszel (ami egy stratégiai játék számára ekkoriban alapvető volt), de voltak portrék a benne szereplő hősök számára. Leginkább a Myth és a Heroes of Might & Magic sorozathoz hasonlították ekkor felépítése alapján. Jobb kattintással egy gyorsmenü jött fel, amelyben a hősnek adható utasítások szerepeltek. Ebben a fázisban a Blizzard sokkal inkább a szerepjáték vonalat erősítette, a bázisépítést pedig erősen hanyagolta. 2000-ben a játékba bekerült egy minimalista interfész, térképpel, képességeket jelző ikonokkal és utasítás-panelekkel. Ekkor még 2000 végére tervezték a megjelenést.
A kiadás aztán elkezdett csúszni, ahogy a különféle elemeket átdolgozták. Eredetileg öt játszható faj került volna be (köztük a démonok), és csak egyetlen bányászható nyersanyag lett volna. 2001 elején aztán a démonok kikerültek a játszható fajok közül, és megjelentek az éjelfek, így végleges lett, hogy csak négy faj szerepel a játékban. A nyersanyagok rendszere ekkor még mindig kérdéses volt: a Blizzard számos dologgal kísérletezett, arannyal, fával mannakövekkel, és az egységek számának korlátozása céljából élelemmel.
2002 januárjában ötezer példányban kezdték el terjeszteni a csak Battle.net-en keresztül játszható béta verziót. A végleges játék 2002 júliusában jelent meg, és a mai napig kapja a támogatást a Blizzardtól. 2018-ban a játék megkapta a szélesvásznú monitorok támogatását.

## Játékmenet
A Warcraft III a Blizzard Entertainment korábbi RTS videójátéka, a StarCraft játékmenetéhez hasonlóvá vált; a négy faj teljesen eltérő épületekkel, egységekkel, képességekkel és újdonságként hősökkel rendelkezik, ezért mindegyikkel eltérő stratégiákat kell használni.
A bázison továbbra is egy aranybánya (gold mine) és körülötte lévő erdő van, ahonnan a három szükséges nyersanyag közül kettőt, az aranyat és a fát (wood) be lehet szerezni, és a fajhoz kötődő főépületben elszállítva raktározni a későbbi felhasználásra. Az aranybányában ideális esetben csak öt munkásegység dolgozhat, annál több csak pazarláshoz vezet, míg az erdőben bármennyi vághat fát, mivel a fakitermelés során egyre messzebbre kerülhetnek a főépülettől avagy a fát elraktározó épülettől. A harmadik nyersanyagot, az élelmet (food) nem lehet begyűjteni, hanem az adott fajra jellemző élelmiszer-előállító épület felhúzásával lehet megnövelni. Az egységképzés során az élelmiszert közvetlenül nem használja fel a játékos, hanem az adott egység a meglévő élelmiszerkészletből levonja a maga részét attól függően, hogy milyen szintű egységet képez ki. Maximálisan 90 pontnyi élelmiszert lehet birtokolni, ezzel korlátozva nemcsak a haderő méretét, hanem a nyersanyaggyűjtő egységek számát is. További korlátozásképp a játék bevezette az "élelmezés" (upkeep) rendszerét; ez egyfajta adóként működik, meghatározott számú felhasznált élelmiszerpont után csökkenti az aranybányákból kitermelt aranyat, elkerülve ezzel azt, hogy a játékos túl gyorsan túl erős hadsereget állíthasson elő és persze rákényszerítve őt hőseink és egységeinek fejlesztésére is. Ahogy a korábbi részekben, úgy most is fontos, hogy a játékos több kisebb bázist is létesítsen, hogy növelhesse nyersanyag-kitermelését, így haderejének kiképzési és fejlesztési ütemét.
A játékmenet további fontos részét képezi az idő; a játék megkezdése után folyamatosan váltakozik a nappal és az éjszaka, amely az egyes fajok életerő-gyógyulását és egyéb egyedi képességeit meghatározhatja. A felderítés viszont a korábbi részekhez hasonlóan most is döntő fontosságú mozzanat, hogy a játékos az ellenséges terjeszkedést és hadmozgásokat időben észlelje.
A második részben bekerült negyedik nyersanyag, az olaj (oil) ezúttal nem jelenik meg, ahogy semmiféle vízi egység sem.
Az alábbi négy faj játszható a WarCraft III-ban:
- Ember ("Human"): Az ember a sorozat első régi faja.[13] Az emberek, törpék, gnómok és nemestündék alkotta szövetség kiegyensúlyozott haderőt képviselnek, akik mind a támadás, mind a védekezés terén jól teljesítenek. Építőegysége, a paraszt (peasant) képes milíciávvá alakulni, ezzel ideiglenes katonaként megvédelmezni a bázist, az épületeket pedig közösen építeni, ezzel felgyorsítva az építkezési időt. A fakitermelés hatékonyságát és épületeik védelmét is képesek fejleszteni.
- Ork ("Orc"): Az ork a sorozat második régi faja.[14] Az orkok, trollok és taurenek alkotta szövetség az offenzív hadviselésre fókuszál, a közelharc terén a játék legerősebb egységeit mutatják fel, cserébe viszont gyér légi és távolsági támogatást képesek biztosítani. Építőegysége, a szolga (peon) az odúba (burrow) bújva lándzsákkal megtámadhatja a bázist fenyegető ellenségeket, épületeiket tüskékkel vehetik körbe, ezzel sérülést okozva a bennük kárt tevő ellenséges közelharcos egységekben, és néhány közelharcos egysége képes aranyat és fát szerezni az ellenséges épületek támadása közben.
- Éjelf ("Night Elf"): Az éjelf a sorozatrész első új faja.[15] Az éjelfekből és a velük együtt élő természeti lényekből álló szövetség a távolsági harcra összpontosít, a játék leghatékonyabb távolsági és varázslóegységeivel rendelkezik. Építőegysége, a lidérc (wisp) csak a főépület által gyökerekkel körbeölelt aranybányájából képes kitermelni az aranyat, a fát viszont annak elpusztítása nélkül gyűjti ki. A legtöbb éjelf épület élőlény, úgynevezett "ős" (ancient), amelyek a lidérc végleges átalakulásával jönnek létre, képesek támadni a közelükbe lévő felszíni ellenségeket és kigyökerezve mozogni is. Holdkútjaik (moon well) feltölthetik a baráti és szövetséges egységek életerejét és mannáját, a női éjelf egységek legtöbbje pedig az éjszaka beállta után automatikusan láthatatlanná válnak mindaddig, amíg nem mozognak, támadnak vagy használják képességeiket.
- Élőhalott ("Undead"): Az élőhalott a sorozatrész második új faja.[16] A különféle állapotú élőhalottakból, démonokból és egyéb szörnyetegekből álló csoport az emberekhez hasonló módon kellően kiegyensúlyozottak, ám a nekromancia segítségével, a holttestek használata során képesek gyógyítani egyes egységeket illetve ideiglenesen megnövelni haderejük számát. Építőegysége, az akolitus (acolyte) nem felépíti, hanem megidézi az épületeket, így a megidézés megkezdése után rögtön más tevékenységhez foghat, mert az épület ezután magától fel fog épülni, cserébe viszont csak olyan területre építkezhet, amelynek felszínét előzőleg métely (blight) fertőzte meg. Ezt a különleges területet a főépület és annak felfejlesztett formái illetve a kísértet járta bánya hozza létre elég nagy sugárban, és minden további új élőhalott épület megnöveli a rendelkezésre álló métely kiterjedését. Az akolitusnak az aranybányát is először kísértet járta épületté kell alakítania, majd csak azután kezdhet hozzá az arany kitermeléséhez. Fát az akolitus nem vág, ezt a munkát helyette a faj első számú közelharci egysége, a ghoul végzi el, ezért az élőhalottak alapból több fát termelnek ki, mint a többiek, hiszen a ghoul-okat a harc során is fel kell használni, addig pedig csökkenhet a fakitermelés üteme.

### Hősök

A Warcraft III játék alatt

A sorozatrész játékmenetének központi részét képezi az újfajta speciális egységtípus, a hős (hero) megjelenése. Minden faj rendelkezik csak számára kiképezhető hősökkel, amelyekből típusonként egyszerre csak egyet lehet birtokolni. Hősből maximum hármat lehet birtokolni, de ideálisabb csak kettőt kiképezni. A hős – a hagyományos RPG (role-playing game,szerepjáték) stílust követve – a játék alatt tapasztalati pontot (experience point) kap, amikor ellenséges, illetve semleges (avagy "creep") egységeket és támadóépületeket pusztít el ő vagy a játékos által irányított baráti egység az ő közelében. A tapasztalati pontot mindig csak az a játékos hőse kapja meg, amely az ellenségre mérte a végső csapást, tehát csapatjáték alatt érdemes lehet a szövetséges játékosra hagyni az utolsó csapásokat, ha azzal hőseinek akarunk segíteni.
Bizonyos megszerzett tapasztalati pont után a hős szintet lép, megnő a fizikai sebzése, az életereje és a mannája, valamint az alábbi tulajdonságai (attribute):
- Erő (Strength): A mindenkori életerő mennyiségét és annak regenerálódási sebességét növeli
- Ügyesség (Agility): A fizikai védelmet növeli meg, és az alaptámadási sebesség idejét csökkenti
- Intelligencia (Intelligence): A mindenkori manna mennyiségét és annak visszatöltődési sebességét növeli

Minden hőstípus meghatározott fő (primary) tulajdonsággal bír, annak növekedésével emelkedik a hős fizikai sebzése. A következő szintlépések egyre több tapasztalati pontot igényelnek, egészen a maximális 10. szintig. Minden hős 1. szintről indul, egyetlen elosztható képességponttal (ability point). A képességpontot az adott hős egyedi képességeire lehet elkölteni, és minden szintlépés után csak egyet kaphat belőle. A hős alapképességeit három szintig lehet fejleszteni, míg 6. szinten elérhetővé válik a hős végső (ultimate) képessége, amely sokkalta erősebb, mint a három másik közül bármelyik. Az egyszer felhasznált képességpontot nem lehet visszavonni.
A hős nem részesül a többi egységre vonatkozó hagyományos fejlesztésekből, halála után pedig a kiképzését is biztosító, fajspecifikus oltárban (altar) lehet feltámasztani. A feltámasztás költségei és ideje a hős szintjétől függ. Egyjátékos gép elleni és többjátékos meccs alatt az első hős kiképzése csak élelembe kerül, a további kettő másik hőstípus a főépület fejlesztésével, további jelentős mennyiségű arany és fa felhasználásával képezhető ki. Ugyanezekben a játékmódokban a kiképzett hős véletlenszerű nevet kap.
A hősök további tulajdonsága a tárgyak (item) felvétele, hordása és használata. Tárgyakat a semleges "creep"-ek elpusztításával lehet szerezni illetve goblin kereskedőnél (goblin merchant) lehet aranyért megvásárolni. Minden hős maximum 6 férőhelyes "hátizsákkal" (inventory) rendelkezik, de minden tárgy csak egyet használ fel ebből a limitből. A tárgyakból több típust lehet megszerezni avagy megvásárolni; vannak passzív bónuszt nyújtók, aktiválva működésbe lépők és egyszer használatos tárgyak. A tárgyak általában az azt használó hős számára nyújtanak bónusz tulajdonságot vagy egyéb statisztikát, töltenek vissza életerőt, mannát :stb, de előfordulnak a hős közelében álló összes többi baráti és szövetséges egységre is ható tárgyak. A tárgyakat a hős a halála után is megtartja, el lehet adni őket a goblin kereskedőnél, de egyszerűen el is lehet dobni, amit aztán bármely más hős felvehet avagy egység elpusztíthat.
A kampányok missziói alatt a hős egy fontos karaktert jelképez, meghatározott szintig fejlődhet, az oltárban más hőst nem lehet kiképezni, és csak is ezt a karaktert lehet feltámasztani, igaz, halála általában a misszió azonnali elvesztését jelenti.

### Többjátékos mód
A többjátékos (multiplayer) mód használata előtt ki kell jelölni a játékosnak a Battle.net alatt elérhető négy szerverből az egyiket, hogy azután elérhesse ezt a játékmódot. A custom game ("egyéni játék") ezt nem igényli, mivel ebben a játékmódban csak mesterséges intelligencia ellen lehet harcolni, ahogy a LAN ("local area network") alatt se, mivel az pedig a játékossal közvetlen összeköttetésben lévő többi játékossal érhető el.
A többjátékos mód legáltalánosabb célkitűzése az ellenség összes épületének lerombolása. Ebben a játékmódban a hősök halála nem jelenti a meccs azonnali elvesztését, és a creep egységek elpusztítása általában a meccs közepéig tart el, utána már csak az ellenséges játékos egységeinek és védelmi épületeinek pusztításától szerezhető össze megfelelő mennyiségű tapasztalat a hősök szintlépéseihez. A meccs megkezdése előtt be lehet állítani a játék gyorsaságát illetve azt, hogy minden résztvevő véletlenszerű hőssel kezdjen. A lejátszott meccseket vissza is lehet nézni tetszőleges sebességgel és szemszögből, ezzel segítve a játékost abban, hogy minél jobb legyen. A többi játékossal lefolytatott meccskeresés teljesen névtelenül, a játékos tapasztalatához igazítva jönnek létre, ezzel elkerülve a csalások és a játékos győzelmi statisztikájának mesterséges feltornázását. Természetesen van mód barátokkal illetve előre összeállított csapattal is játszani.
A többjátékos módban lehetőség van a chat használatára, továbbá klánok (clan) létrehozására is. A klánok egymással versengetnek a Battle.net-en elfoglalt rangjukért.

### Módolás
A WarCraft III videójátékkal együtt feltelepített World Editor a fejlesztő korábbi videójátékainál is sokkalta nagyobb szabadságot nyújt új térképek létrehozásához, ahol beállíthatóak az események, módosíthatóak az egységek, épületek, hősök, tárgyak és varázslatok, illetve azok grafikai megjelenése. Ezek a térképek az eredeti kampány és többjátékos módtól teljesen eltérő játékmódok megjelenését eredményezte, mint például a tower defense ("toronyvédelem") játékmódot vagy a legismertebbet, a MOBA játékstílust megteremtő Defense of the Ancients térképet.

## Fogadtatás
A Warcraft III nemzetközi fogadtatása alapvetően pozitív volt, több tucatnyi díjat nyert illetve az év játékának is választották, külön kiemelve kampányokat, a fajok eltérő mivoltát és a hősök megjelenését. Legnagyobb hibájaként az akkori évhez viszonyítva is közepes grafikai megjelenését rótták fel, amely a kampány átvezető filmbetétei alatt különösen rontották a játékélményt.

## Warcraft III: Reforged
2018 novemberében a Blizzard bejelentette, hogy kiadja a Warcraft III és kiegészítője grafikaliag felújított változatát,. Eredetileg 2019 végére tervezték, majd végül 2020. január 28-án adták ki. Mind a grafikát, mind a szinkront teljesen újrakeverték, a nyitóvideót nagy felbontású grafikával újra megcsinálták, míg a többi videót változatlanul hagyták. Az új változatban visszamenőleg módosítottak pár dolgot, hogy összhangba hozzák a World of Warcraft-tal, például az emberi kampányban átalakították Stratholme városát, Jaina Proudmoore és Szélfutó Sylvanas is valamivel nagyobb szerepet kaptak. Az eredeti játék és a Reforged egymással kompatibilis, tehát mindkettő felhasználói játszhatnak egymással, és a klasszikus részhez is megvásárolható a grafikus frissítés.
A kiadás számos negatív kritikát kapott. Részben azért, mert a Blizzard eleinte sokkal több dolgot ígért (sokáig megtévesztően úgy tűnt, hogy a karakterek párbeszédeit is videószerűen renderelik, ehelyett megmaradt a felülnézetes megoldás), amellett technikai gondok (fagyások, eltűnő karakterek, többjátékos üzemmód akadozása) is felbukkantak.